# الحقنه

تعديل مصدري - تعديل

الحقنة هي إحدى حارات مدينة رحاب بمحافظة إب، بلغ تعداد سكانها 172 نسمة حسب تعداد اليمن لعام 2004.